# Bethany Hamilton
Bethany Hamilton (anglès: Bethany Meilani Hamilton)  (Lihue, 8 de febrer de 1990) és una surfista estatunidenca, especialment coneguda com a supervivent per haver sobreviscut a un atac d'un tauró, en el qual va perdre el braç esquerre als tretze anys, i per superar amb èxit aquella greu lesió, fins al punt de tornar a practicar surf i guanyar diverses competicions.

## Biografia

### Infància
Hamilton va néixer a Hawaii el 8 de febrer de 1990. Els seus pares són Tom, nascut el 13 de setembre de 1948, i Cheri Hamilton, nascuda el 14 de febrer de 1952. Té dos germans grans: Noah, nascut el 7 de desembre de 1981, i Timothy, nascut el 14 de juny de 1986. Els seus pares eren surfistes que es van traslladar des dels Estats Units continentals a Hawaii buscant oportunitats per a practicar surf i li van ensenyar a fer surf des que tenia 4 anys.
Va entrar a la seva primera competició quan tenia vuit anys, al torneig Rell Sun a l'illa d'Oahu a la platja Makaha. Va competir en les categories de dones de 7 a 9 taula curta i dones de 7 a 9 taula llarga, guanyant ambdues. La seva carrera professional com a surfista va començar quan va guanyar el vint-i-tresè campionat anual Haleiwa Menehune, al febrer del 2000, on va acabar en primer lloc en la categoria dones d'11 i menys, primer lloc en dones de 15 o menys, i segon en homes de 12 o menys. Va triar un patrocinador, Rip Curl, que la va ajudar amb els seus plans abans de convertir-se en una surfista professional.

### Atac
El 31 d'octubre de 2003, Bethany Meilani Hamilton va anar a fer surf al matí a una platja de Kauai amb els seus amics Alana, Byron (el germà d'Alana) i Holt Blanchard (el pare d'Alana). Cap a les 7.35 del matí, a uns 300 metres de la costa, Alana i Bethany estaven assegudes a les seves taules, i Bethany tenia el braç esquerre sota l'aigua, quan un tauró tigre la va atacar, arrencant-li el seu braç esquerre just sota l'espatlla; fent-li perdre al voltant del 60% de la seva sang. Dessagnant-se, els seus amics la van ajudar a tornar a les platges. Quan van arribar a l'hospital el pare de Bethany anava a ser operat d'un problema en el genoll però necessitaven el quiròfan per a operar-la a ella. Quan va acabar l'operació li havien posat a Bethany alguns punts en el que li va quedar del braç.
Malgrat el trauma de l'incident, Hamilton estava determinada a tornar a fer surf. Només 9 setmanes després de l'incident, va tornar a practicar surf. Va adaptar una taula feta a mà que era una mica més gruixuda, fent-la més fàcil per a nedar. Després d'aprendre a nedar amb un sol braç, va començar a fer surf a la perfecció.

### Soul Surfer
Bethany va escriure sobre la seva autobiografia en 2004, titulada Soul Surfer: A True Story of Faith, Family, and Fighting to Get Back on the Board. (Ànima de surfista: Una història real de fe, família i lluita per a tornar a la taula)
El curtmetratge del 2011, Heart of a Soul Surfer, va ser dirigit per Becky Baumgartner i va aparèixer en festivals de cinema arreu del món. La pel·lícula explica la veritable història d'Hamilton. Soul Surfer, dirigida per Sean McNamara i protagonitzada per AnnaSophia Robb qui interpreta a Bethany Hamilton. La pròpia Hamilton va actuar com a doble en les escenes de surf. Aquesta pel·lícula va estrenar al cinema el 2011. Altres actors que van participar en la pel·lícula són Helen Hunt, Dennis Quaid, Lorraine Nicholson, i Carrie Underwood.

## Vida personal
A l'abril de 2013, es va comprometre amb Adam Dirks. El 18 d'agost de 2013 van contreure matrimoni a Kauai. L'1 de juny de 2015, Bethany Hamilton i Adam Dirks es van convertir en pares del seu primer fill, Tobias Dirks Hamilton. El 23 de març de 2018 van tenir al seu segon fill, Wesley. El 14 de febrer de 2021, va néixer el seu tercer fill, Micah. Al març de 2023 van anunciar que serien pares per quarta vegada. La seva filla, Alaya Dorothy, va néixer el 30 de juny de 2023.